# Stauropus illustris
Stauropus illustris är en fjärilsart som beskrevs av Franz Dannehl 1929. Stauropus illustris ingår i släktet Stauropus och familjen tandspinnare. Inga underarter finns listade i Catalogue of Life.